# Borys Ljatosjynskyj
Borys Mykolajovytj Ljatosjynskyj (ukrainsk: Бори́с Ми́колайович Лятоши́нський, tr. Borys Mykolajovytj Ljatosjynskyj; født 3. januar 1895 i Zjytomyr, Det Russiske Kejserrige, død 15. april 1968 i Kijev, Ukrainske SSR, Sovjetunionen) var en ukrainsk komponist, dirigent og lærer.
Ljatosjynskyj hørte til en af det 20. århundredes vigtige og betydningsfulde ukrainske komponister, og vandt flere priser bl.a. Josef Stalins statspræmier.
Han skrev fem symfonier, orkesterværker, to opera´er, kammermusik, klaverstykker etc.
Hans inspiration og stil strakte sig fra ekspressionisme og Aleksandr Skrjabin over Sergej Rachmaninov til Dmitrij Sjostakovitj og Arnold Schönberg.
Han underviste på Kijev Musikkonservatorium (1922-1925), og på Moskva musikkonservatorium (1935-1944).
Ljatosjynskyj studerede bl.a. under Reinhold Gliere, med hvem han havde et livslangt venskab.

## Udvalgte værker
- Symfoni nr. 1 (1918-1919) - for orkester
- Symfoni nr. 2 (1935-1936, rev. 1940) - for orkester
- Symfoni nr. 3 (1951) - for orkester
- Symfoni nr. 4 (1963) - for orkester
- Symfoni nr. 5 "Slave" (1965-1966) - for orkester
- "Slavisk koncert" (1953) - for klaver og orkester
- "Polsk" suite (1961) - for orkester
- 2 operaer (1929 & 1937)
- 5 Strygekvartetter (1915, 1922, 1928, 1943, 1944-1951)